# NGC 5216
NGC 5216 (другие обозначения — UGC 8528, ZWG 317.2, MCG 11-17-4, VV 33, ZWG 316.19, ARP 104, PGC 47598) — эллиптическая галактика (E) в созвездии Большая Медведица.
Этот объект входит в число перечисленных в оригинальной редакции «Нового общего каталога».